# Wahl zum Senat der Türkei 1977
Die Wahl zum Senat der Türkei 1977 fand am 5. Juni 1977 statt. In dieser Wahl wurden 50 Mitglieder bzw. ein Drittel des Senats neu gewählt.  

## Ergebnisse
| Partei                                      | Vorsitzender      | Stimmen   | Anteil | Sitze |
| ------------------------------------------- | ----------------- | --------- | ------ | ----- |
| Republikanische Volkspartei (CHP)           | Bülent Ecevit     | 2.037.875 | 42,4 % | 28    |
| Gerechtigkeitspartei (AP)                   | Süleyman Demirel  | 1.842.396 | 38,3 % | 21    |
| Nationale Heilspartei (MSP)                 | Necmettin Erbakan | 402.702   | 8,4 %  | 1     |
| Partei der Nationalistischen Bewegung (MHP) | Alparslan Türkeş  | 326.967   | 6,8 %  |       |
| Demokratische Partei (DP)                   | Ferruh Bozbeyli   | 107.170   | 2,2 %  |       |
| Republikanische Vertrauenspartei (CGP)      | Turhan Feyzioğlu  | 89.484    | 1,9 %  |       |
| Unabhängige                                 |                   | 5.624     | 0,1 %  |       |